# بيتشوود (كنتاكي)
بيتشوود (بالإنجليزية: Beechwood Village, Kentucky)‏ هي مدينة تقع في مقاطعة جيفيرسون بولاية كنتاكي في وسط جنوب شرق الولايات المتحدة. تبلغ مساحة هذه المدينة 0.7 (كم²)، وترتفع عن سطح البحر 162 م، بلغ عدد سكانها 1173 نسمة في عام 2000 حسب إحصاء مكتب تعداد الولايات المتحدة وتصل الكثافة السكانية فيها 1654.6 نسمة/كم2.

## التركيبة السكانية
حدّد مكتب تعداد الولايات المتحدة بيانات التركيبة السكانية لبيتشوود في تعداد الولايات المتحدة. في ما يلي، التركيبة السكانية حسب تعدادي 2000 و2010.

### تعداد عام 2000
بلغ عدد سكان بيتشوود 1,173 نسمة بحسب تعداد عام 2000، وبلغ عدد الأسر 532 أسرة وعدد العائلات 336 عائلة مقيمة في القرية. في حين سجلت الكثافة السكانية 1,629.2 نسمة لكل كيلومتر مربع (4,219.6/ميل2). وبلغ عدد الوحدات السكنية 542 وحدة بمتوسط كثافة قدره 752.8 لكل كيلومتر مربع (1,949.7/ميل2).
وتوزع التركيب العرقي للقرية بنسبة 97.78% من البيض و0.43% من الأمريكيين الأفارقة و0.60% من الأمريكيين ذوي الأصول الآسيوية و0.17% من الأعراق الأخرى و1.02% من عرقين مختلطين أو أكثر و0.68% من الهسبانيون أو اللاتينيون من أي عرق.
بلغ عدد الأسر 532 أسرة كانت نسبة 26.9% منها لديها أطفال تحت سن الثامنة عشر تعيش معهم، وبلغت نسبة الأزواج القاطنين مع بعضهم البعض 55.1% من أصل المجموع الكلي للأسر، ونسبة 6.4% من الأسر كان لديها معيلات من الإناث دون وجود شريك،  بينما كانت نسبة 1.7% من الأسر لديها معيلون من الذكور دون وجود شريكة وكانت نسبة 36.8% من غير العائلات. تألفت نسبة 32.3% من أصل جميع الأسر من عدة أفراد يعيشون في نفس المنزل ونسبة 16.9% كانت تتألف من شخص يعيش بمفرده يبلغ من العمر 65 عاماً أو أكثر. وبلغ متوسط حجم الأسرة المعيشية 2.20، أما متوسط حجم العائلات فبلغ 2.81.
بلغ العمر الوسطي للسكان 41.2 عاماً. وكانت نسبة 19.4% من القاطنين تحت سن الثامنة عشر، وكانت نسبة 4.7% بين الثامنة عشر والرابعة والعشرين عاماً، ونسبة 31.6% كانت واقعةً في الفئة العمرية ما بين الخامسة والعشرين والرابعة والأربعين عاماً، ونسبة 23% كانت ما بين الخامسة والأربعين والرابعة والستين، ونسبة 21.3% كانت ضمن فئة الخامسة والستين عاماً فما فوق. يوجد لكل 100 أنثى 85.6 ذكر، ويوجد لكل 100 أنثى في الثامنة عشر من عمرها فما فوق 79.8 ذكر.
بلغ متوسط دخل الأسرة في القرية 52,500 دولارًا، أما متوسط دخل العائلة فبلغ 66,250 دولارًا. وكان متوسط دخل الذكور 46,705 دولارًا مقابل 34,000 دولارًا للإناث. وسجل دخل الفرد الخاص بالقرية 28,908 دولارًا. وكانت نسبة 0.9% من العائلات ونسبة 1.2% من السكان تحت خط الفقر، وكان من هؤلاء نسبة 0% تحت سن الثامنة عشر ونسبة 0.9% في الخامسة والستين من العمر وما فوق.

### تعداد عام 2010
بلغ عدد سكان بيتشوود 1,324 نسمة بحسب تعداد عام 2010، وبلغ عدد الأسر 588 أسرة وعدد العائلات 369 عائلة مقيمة في القرية. في حين سجلت الكثافة السكانية 1,838.9 نسمة لكل كيلومتر مربع (4,762.7/ميل2). وبلغ عدد الوحدات السكنية 611 وحدة بمتوسط كثافة قدره 848.6 لكل كيلومتر مربع (2,197.9/ميل2).
وتوزع التركيب العرقي للقرية بنسبة 92.98% من البيض و2.79% من الأمريكيين الأفارقة و1.44% من الأمريكيين ذوي الأصول الآسيوية و0.08% من سكان جزر المحيط الهادئ و1.36% من الأعراق الأخرى و1.36% من عرقين مختلطين أو أكثر و2.87% من الهسبانيون أو اللاتينيون من أي عرق.
بلغ عدد الأسر 588 أسرة كانت نسبة 28.2% منها لديها أطفال تحت سن الثامنة عشر تعيش معهم، وبلغت نسبة الأزواج القاطنين مع بعضهم البعض 48.3% من أصل المجموع الكلي للأسر، ونسبة 11.2% من الأسر كان لديها معيلات من الإناث دون وجود شريك،  بينما كانت نسبة 3.2% من الأسر لديها معيلون من الذكور دون وجود شريكة وكانت نسبة 37.2% من غير العائلات. تألفت نسبة 30.8% من أصل جميع الأسر من عدة أفراد يعيشون في نفس المنزل ونسبة 10.2% كانت تتألف من شخص يعيش بمفرده يبلغ من العمر 65 عاماً أو أكثر. وبلغ متوسط حجم الأسرة المعيشية 2.25، أما متوسط حجم العائلات فبلغ 2.83.
بلغ العمر الوسطي للسكان 40.1 عاماً. وكانت نسبة 22.1% من القاطنين تحت سن الثامنة عشر، وكانت نسبة 5.6% بين الثامنة عشر والرابعة والعشرين عاماً، ونسبة 29% كانت واقعةً في الفئة العمرية ما بين الخامسة والعشرين والرابعة والأربعين عاماً، ونسبة 27.7% كانت ما بين الخامسة والأربعين والرابعة والستين، ونسبة 15.6% كانت ضمن فئة الخامسة والستين عاماً فما فوق. وتوزع التركيب الجنسي للسكان بنسبة 46% ذكور و54% إناث.

## وصلات خارجية
- The US50 - Cities and Towns in Kentucky State